# Keila
Keila es una ciudad y un municipio del noroeste de Estonia, perteneciente al condado de Harju. Es también el centro administrativo de municipio rural vecino, el municipio de Keila.

## Localización
El municipio de Keila pertenece al condado de Harju y lo atraviesa el río Keila. La ciudad se encuentra 25 km al oeste de la capital de Estonia, Tallin.

## Historia

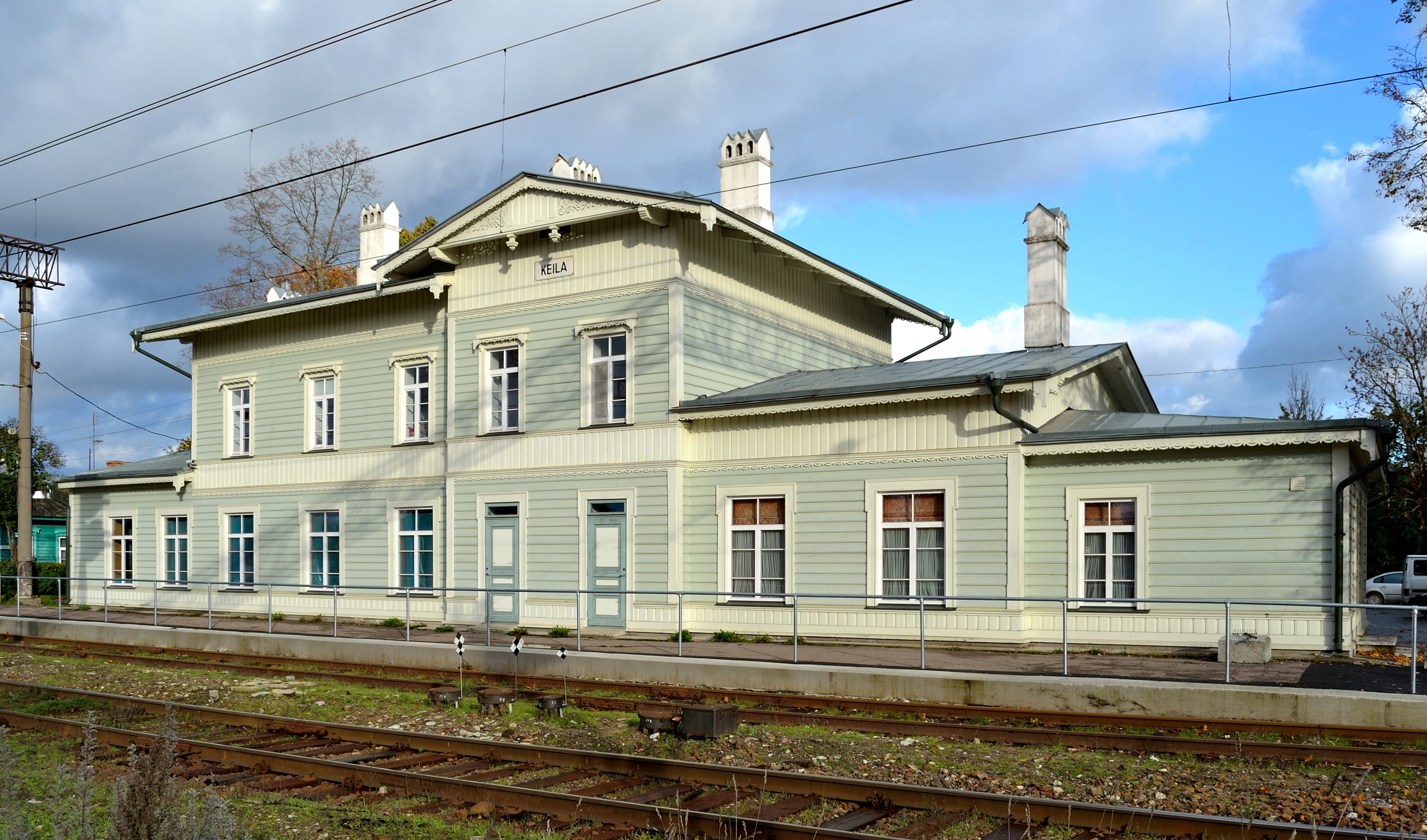
Estación de Keila

Keila se menciona por primera vez en el Liber Census Daniæ como Keikal en 1241, después de que los daneses conquistaran en el norte  el norte de Estonia en 1219. Ya a finales del siglo XIII, poco después de la cristianización definitiva de Estonia, se construyó allí una iglesia de piedra que aún hoy se conserva.
En los siglos XV y XVI, la orden de los Hermanos Livonios de la Espada construyó un castillo alrededor del cual se formó una comunidad. Keila fue destruida casi por completo durante la Guerra Livona (1558-83). La ciudad fue víctima de una ofensiva de unidades polacas en 1567. La mayoría de la población superviviente murió en 1601-02 a causa de una hambruna y una posterior epidemia de peste.
Debido a la construcción del ferrocarril entre Tallin y Paldiski en 1870, la ciudad experimentó un importante alza económica. 
El 1 de mayo de 1938 le fueron concedidos a Keila los derechos de ciudad.
Durante la ocupación soviética la ciudad creció. Los barrios de las afueras de bloques prefabricados de hormigón y el centro cultural de estilo clásico socialista caracterizan hoy la imagen de la ciudad.
Desde 1995, se encuentra en Keila la única Aldea Infantil SOS de Estonia.

## Demografía
Según el censo de 2009, su población era de 9.873 habitantes. La población estaba compuesta por un 82,8% de estonios, un 12,1% de rusos, un 1,8% de ucranianos, un 0,9% de finlandeses, un 0,7% de bielorrusos, un 0,2% de lituanos, un 0,1% de polacos y un 0,1% de alemanes.

## Galería

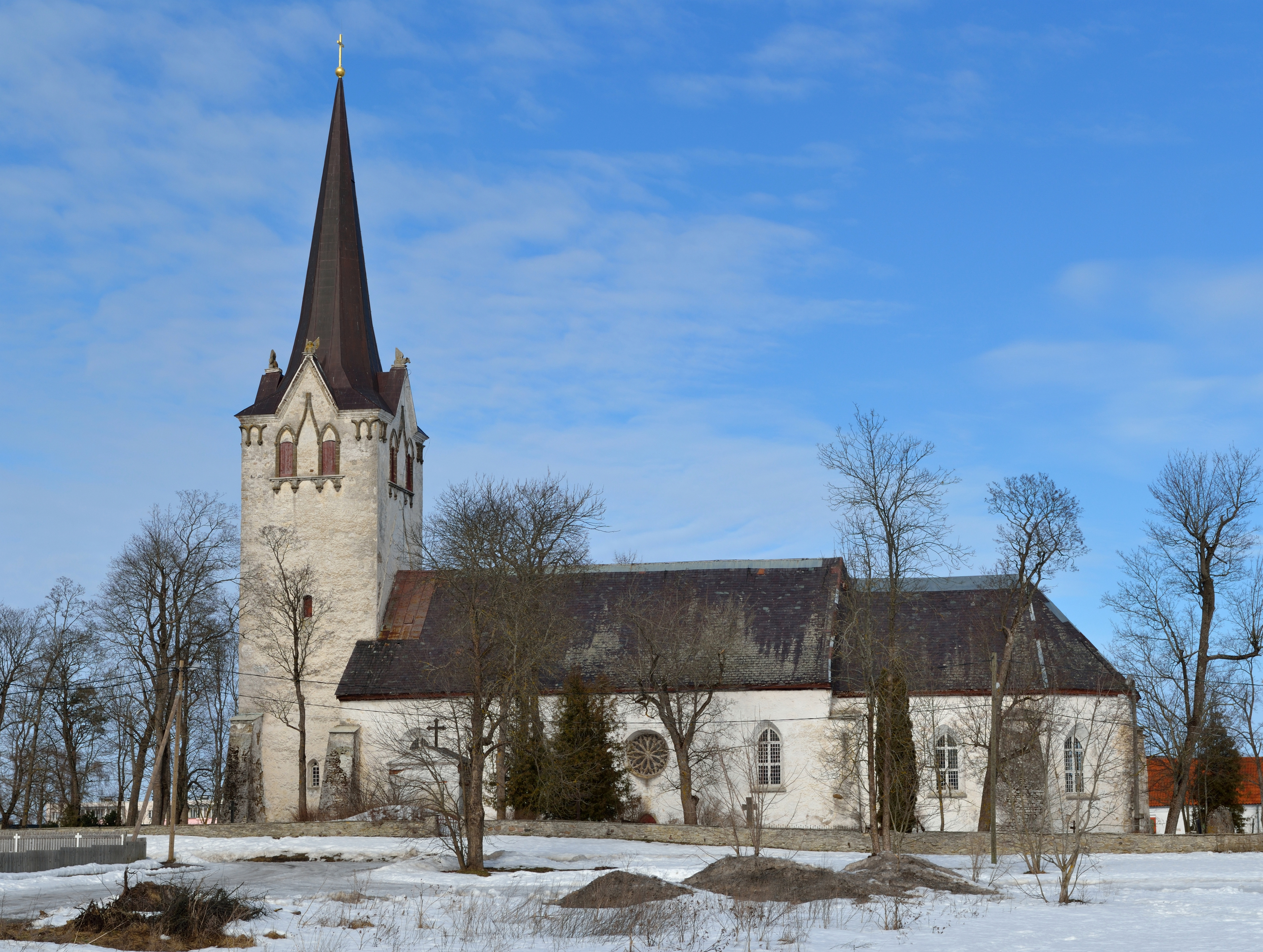
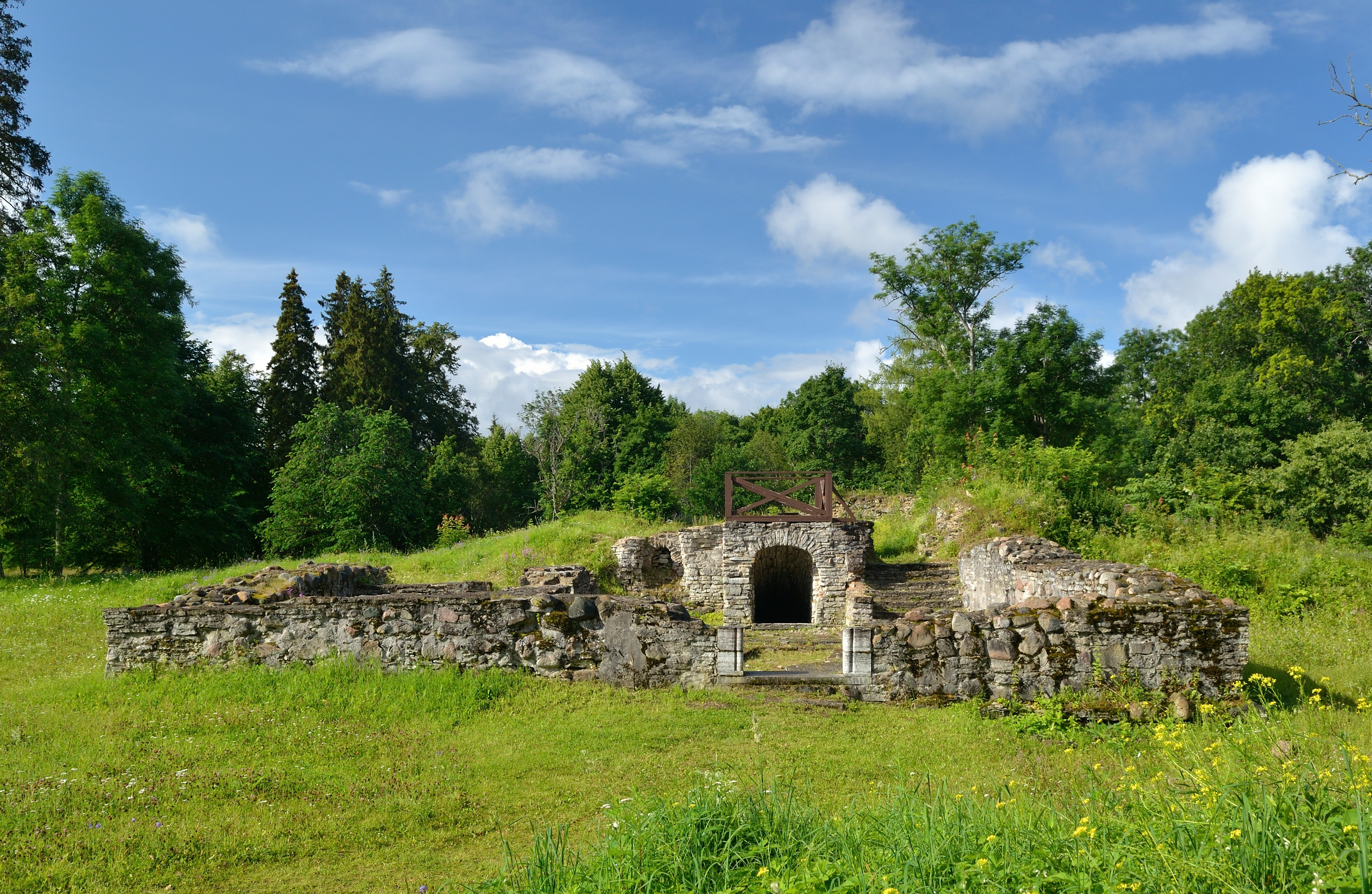
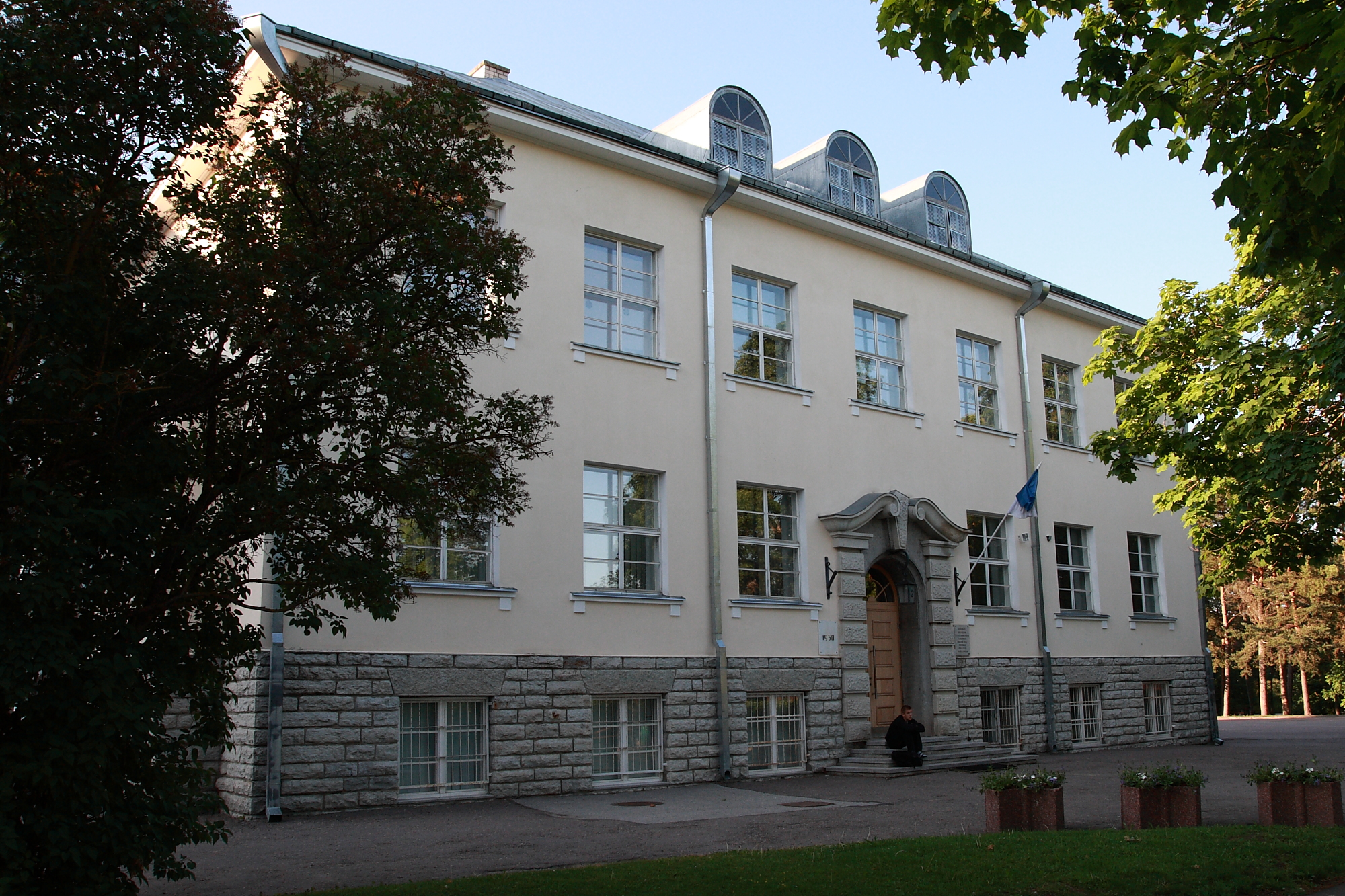
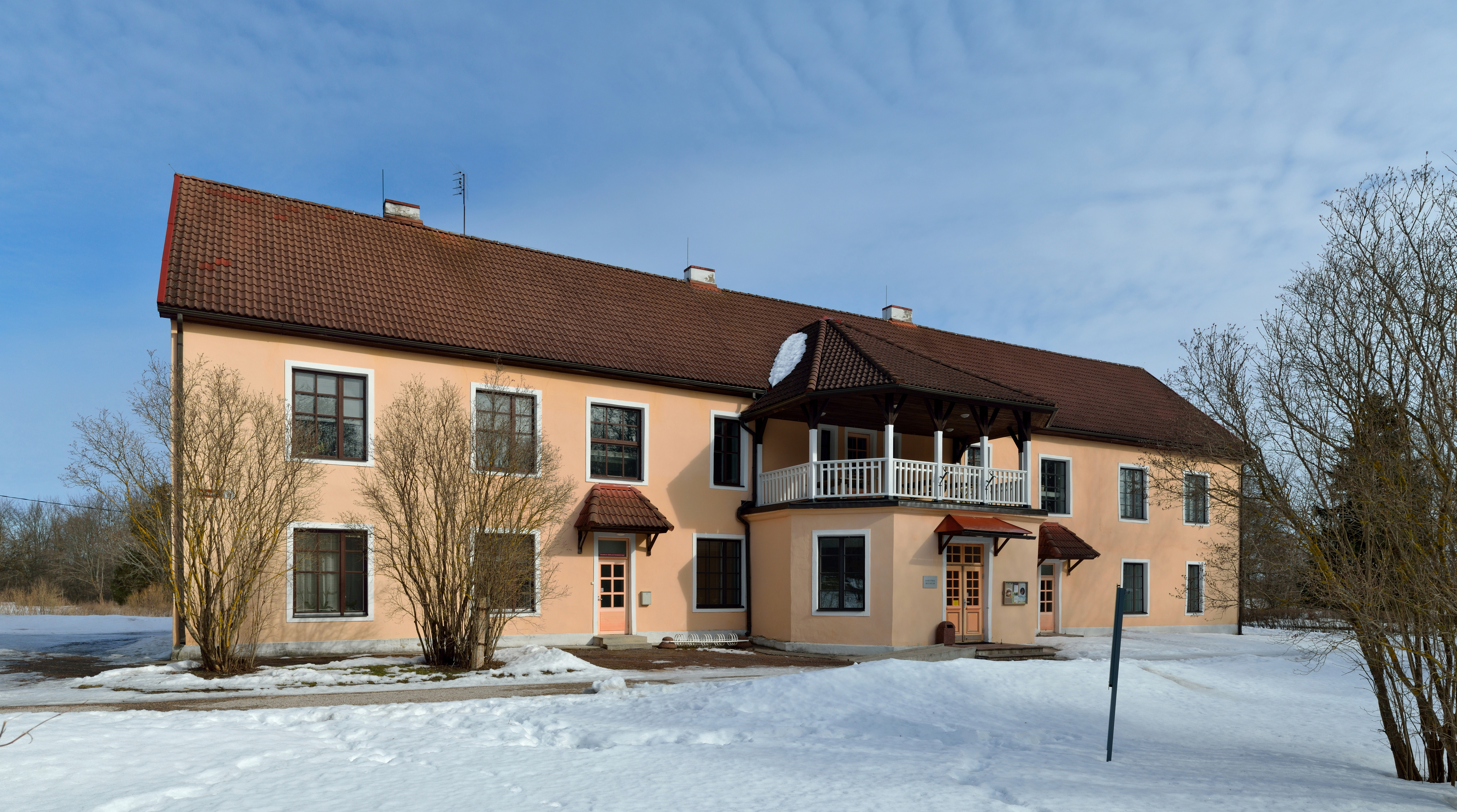
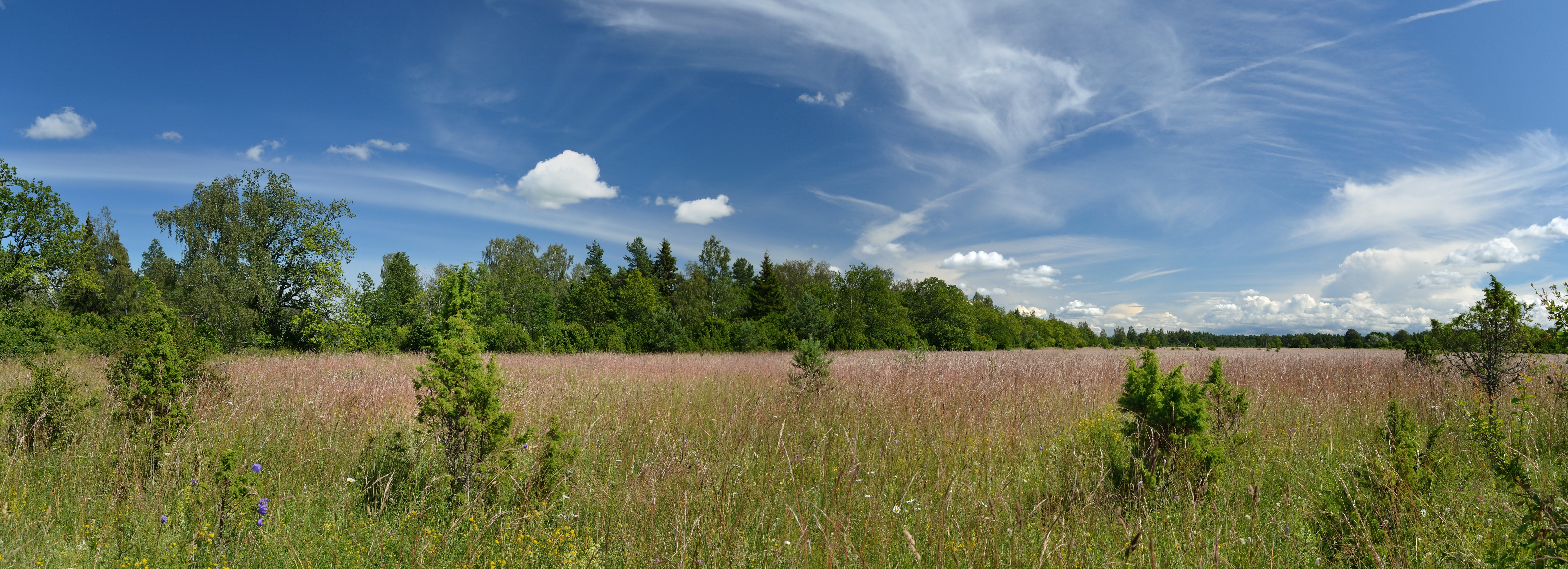
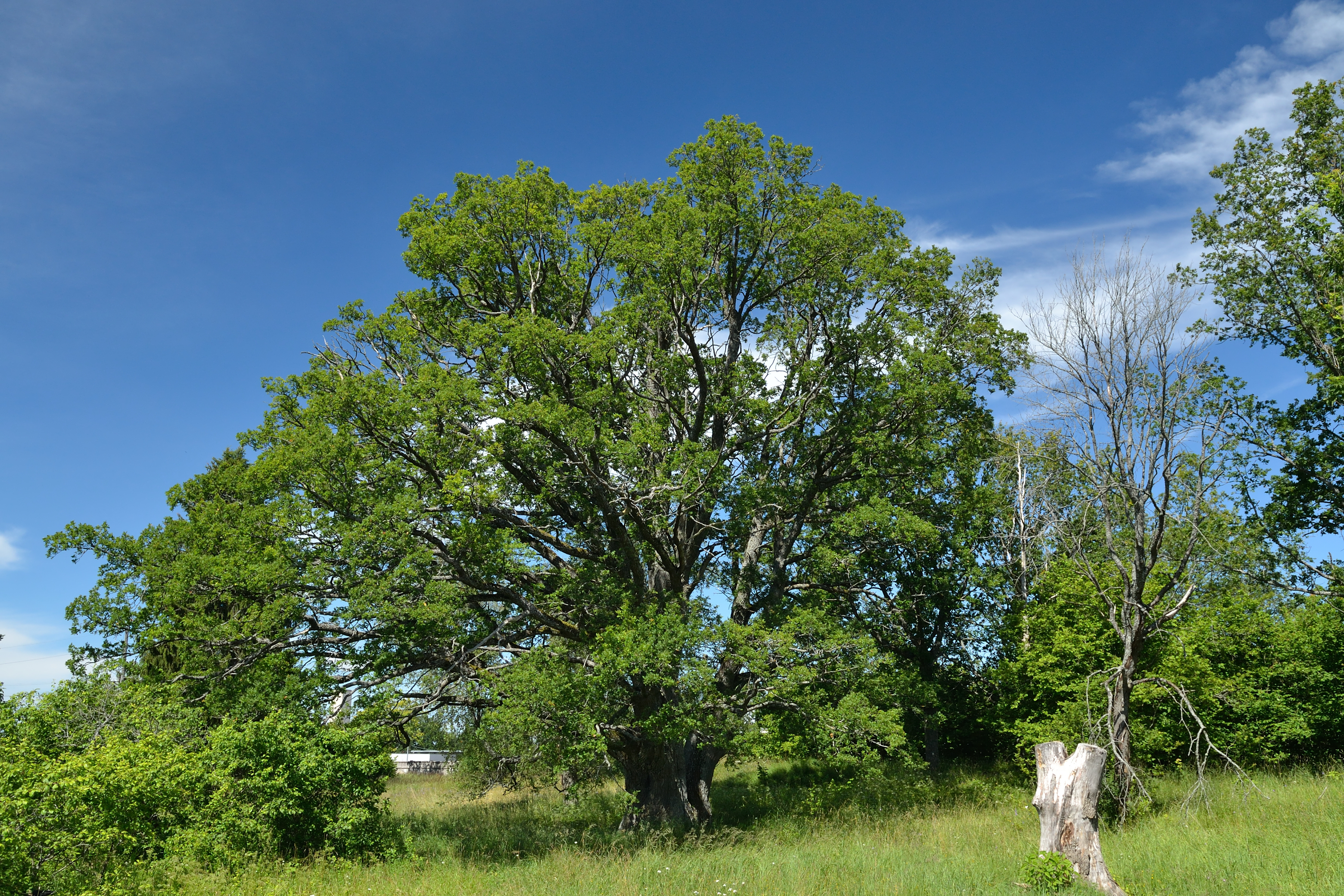

## Ciudades hermanadas
- Nacka, Suecia
- Huittinen, Finlandia
- Barsbüttel, Alemania
- Birštonas, Lituania
- Sigulda, Letonia